# 喉结
喉结（英文：adam's apple，意為亞當的蘋果；或 laryngeal prominence，意為喉突出部，台語漢字：頷珠 / ām-tsu），指人咽喉部位的軟骨突起。

## 解剖结构
人的喉咙由11块软骨作支架组成，其中最主要、体积最大的一块为甲状软骨，也就是通常意义上的“喉结”，它组成喉的前、外侧壁，由两个四边形软骨板构成。软骨板的前缘约以直角（女性呈钝角）相连形成前角，前角上端向前突出，上缘两板间存在凹陷，称为上切迹。软骨板的后缘游离，向上、下方各形成一突起，分别称作上角和下角。其中上角较长，借韧带与舌骨大角相连；下角较短粗，尖端内侧面与环状软骨构成关节。

喉部软骨的解剖说明
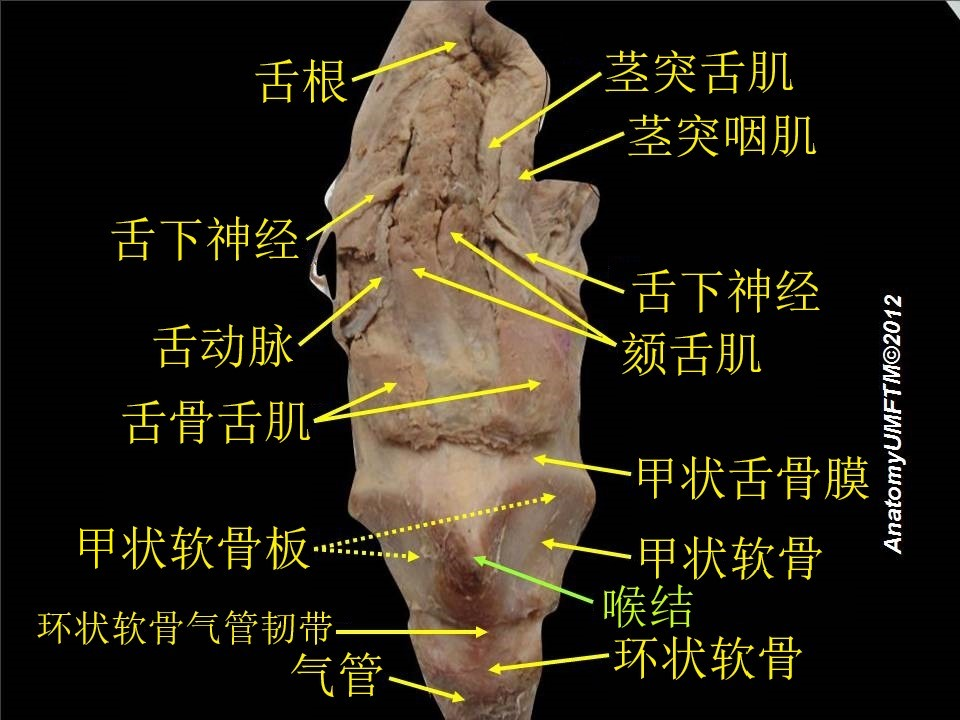
喉部软骨（前视）
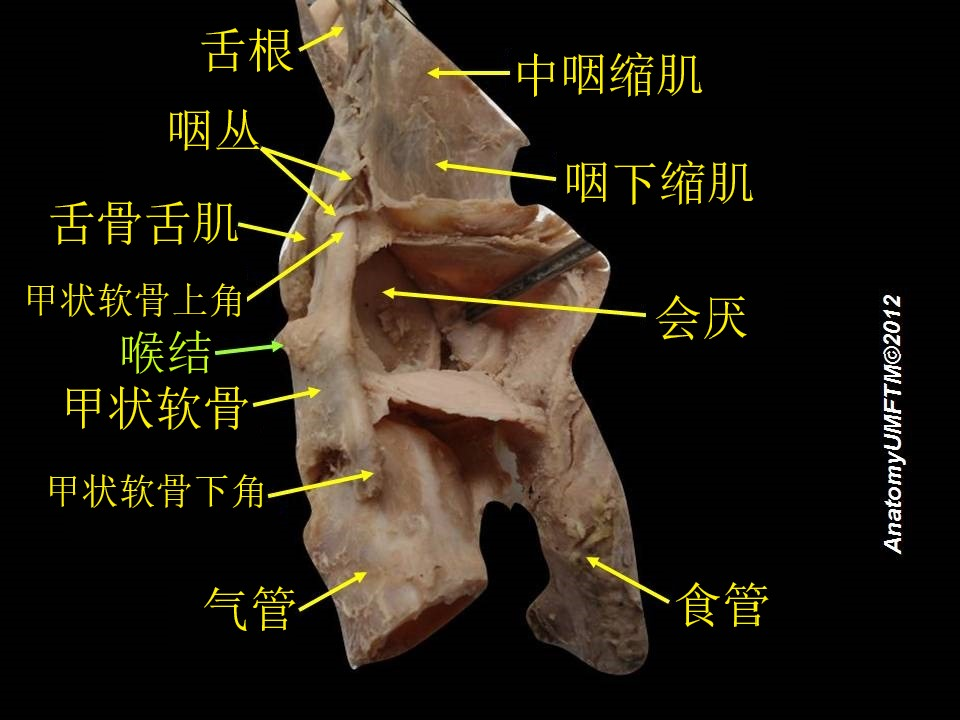
喉部软骨（后视）
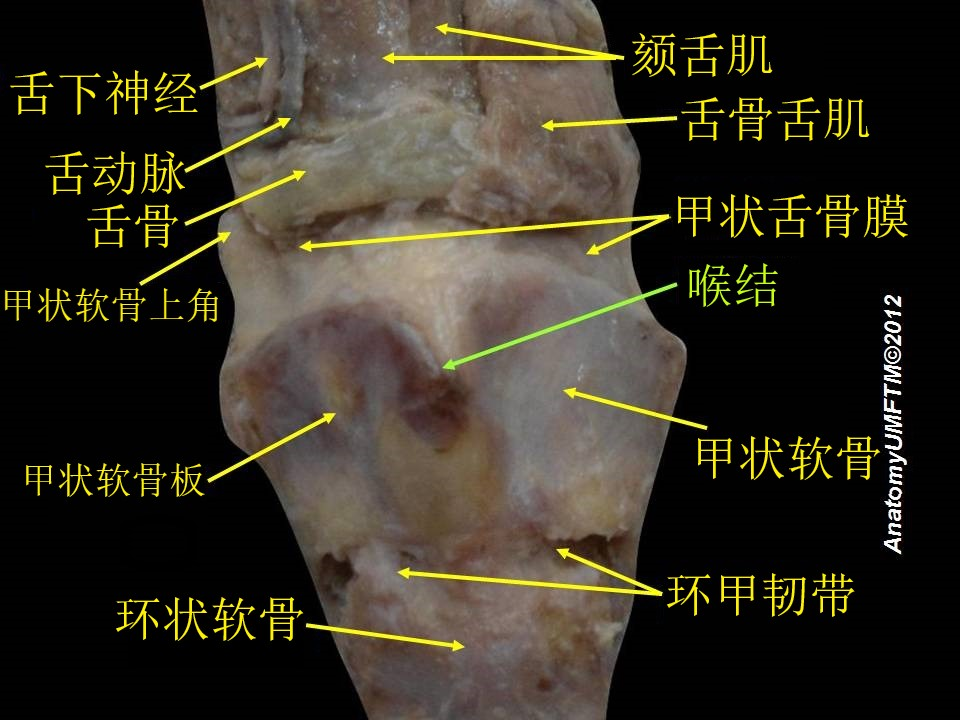
喉结（甲状软骨周围）

## 发育
胎儿在2个月时，喉软骨便开始发育，直到出生后5～6年，每年仍在增长，此后到青春期这一时期内，生长便基本停止；因此青春期前男女都无喉结，进入青春期以后，男性由于雄激素分泌增多，才开始出现喉结，女性也存在喉結。

## 与性别的关联
男性与女性均存在喉结，但是男性喉結的突起情況一般比女性的更為明顯，并且男性在青春期比女性更早發育喉結。

### 男性
喉结突出是男性的第二性征之一，不过部分正常发育的男性也存在喉结不明显的情况，因此一些医学书刊已经不再把喉结是否突出作为评判男性第二性征发育正常与否的标准。
| - 正常发育的男性喉结明显的例子 |
| - 正常发育的男性喉结不明显的例子 - 由于经常从事大运动量的体育训练导致喉结不明显 - 由于甲状软骨发育时向四周扩张导致喉结不明显 - 由于颈部较粗导致喉结不明显 - 由于肥胖导致喉结不明显 |

男性喉結的發育也与男性青春期的變聲密切相关，在喉结发育的同时，喉的前后径也增加了将近一倍，加之声带变宽、变厚造成喉結的繩密度增加，嗓音即变得更加低沉。

### 女性
女性的喉结一般很不明显，肉眼基本无法观察到。不过部分女性也存在着喉结突起的情况，主要是因为这些人体内的雄激素较多或过于消瘦；当然也不排除父母均为喉结突出明显，并且遗传给女儿的可能性。

## 外部連接
- （英文）lesson11 在韦斯利诺曼的解剖课上（乔治城大学）
- YouTube上的Larynx-Cartilages-3D Anatomy Tutorial